# Vaakevandring
Vaakevandring foi uma banda norueguesa de unblack metal. O nome significa (literalmente, em Português, "Andar acordando as pessoas"). Vaakevandring criam uma atmosfera no unblack metal com teclados e melodias folk. Sua auto-intitulado EP foi produzido por Stian Aarstad do Dimmu Borgir e ganhou reconhecimento mundial. Apesar de ter lançado apenas um EP, a influência Vaakevandring na cena  unblack metal foi significativo porque foi um das bandas a dominar "anti-satanismo" tema lírico liderada pelo fundador-gênero Horde para um sentido mais filosófico e emocional. A sua posição na cena do metal cristão é notável: Por exemplo, eles foram co-headliners com Antestor em Swedish Endtime Festival em 2007. 

## História
Em 1996, Alexander Nygård e Trond Bjørnstad formou uma banda pop chamada Lothlorien com Morten Sigmund Magerøy e um guitarrista local. Lothlorien mudou o estilo e tornou-se mais pesado e logo mudaram seu nome para a Inertia.
Lothlorien teve alguns problemas internos por causa da religião. O segundo guitarrista (então novo baixista) queria escrever sobre assuntos mais escuro, e deixou a banda. Ao mesmo tempo Pål e Ronny Hansen convidou Magerøy para juntá-los em seu projeto "Signum Crusis". Eles ensaiaram uma vez e depois Alexander Nygård tornou-se o guitarrista. Eles mudaram o nome da banda para "Korsferd". Morten tocava guitarra, tocava baixo e Ronny Pål Dæhlen tocava bateria. Hansen ficou com os vocais e Trond tornou-se o baixista. Por essa época o nome da banda foi mudado para Vaakevandring.

## Estilo
No início de 1990 o cenário foi dominado por unblack "anti-satanismo". Com conteúdo cristão como a definição de oração do Pai nosso, e questões tais como a conversão e da salvação, a bandas como Antestor, Crimson Moonlight e especialmente Vaakevandring definiram uma nova direção. Vaakevandring mudaram o desenvolvimento do black metal clássico da Escandinávia para lidar com conteúdo emocional filosóficas e ideológicas à parte cristã da cena.

## Membros
- Ronny Hansen - vocal (1996-2007)
- Morten Sigmund Magerøy - teclados, guitarra, vocal limpo (1996-2007)
- Alexander Nygård - guitarra (1996-2007)
- Pål Dæhlen - bateria (1996-2006)
- Trond Bjørnstad - baixo (1996-2007)
- Solveig Maria Magerøy - soprano

## Discografia
- Demo 98/99 (demo) - (1999)
- Live At Dp 2001 - (2001)
- Vaakevandring (EP 2004)
- Vaakevandring - (2008)